# 尼康D5000
尼康D5000（Nikon D5000）是Nikon生產的入門級DX画幅數位單眼相機，於2009年4月14日發佈。D5000是1230萬像素的DX格式數位單眼相機。D5000与D90有許多共同的特點。它擁有跟D90相同的1,230萬像數的CMOS影像感應器、錄影功能、Live View、ISO 200 - 3200 （ 可延伸到100 - 6400）、CAM1000 11點自動對焦系統、ActiveD-Lighting，並首次於藝康的數碼單鏡反光相機中出現的一個2.7英寸可翻轉LCD顯示屏。
這是第二款具有錄影功能的尼康數位單眼相機，影片格式為720p。Live View 模式功能中具有人臉追蹤自動對焦模式。而它的人臉追蹤自動對焦模式與D90不同的地方在於，它可以同時辨別5張人臉；另外，首見於藝康D-SLR的可翻起的LCD顯示屏更方便在使用LCD實時顯示或拍攝短片的靈活性。D5000與NikonD40和D60同样不具备機身對焦馬達，這意味著只有尼康 尼康F接環指定的AF - I 和鏡頭AF - S 可用於自動對焦模式。 D40/D60鏡頭兼容列表中兼容的镜头D5000都可以使用。尼康D5000于泰國生產。
2010年末，藝康日本宣佈D5000於日本本土停止發售及列為舊產品。雖然香港等其他亞太地區仍有發售，但2011年已傳出D5100將會公佈及D5000即將停產等消息。

## D5000全球招回返修事件
D5000上市後不久有使用者發現無法開機等問題，尼康發現相機內的電源組件低於標準，尼康安排相機序列號的相機回廠免費維修。